# مارثا لويز بلاك
مارثا لويز مونجر بلاك أوبي (24 فبراير 1866 - 31 أكتوبر 1957) كانت سياسية كندية. كانت بلاك هي المرأة الثانية التي تم انتخابها لمجلس العموم في كندا.

## السيرة الشخصية
ولدت مارثا في 24 فبراير 1866 في شيكاغو، إلينوي لجورج وسوزان مونجر. من بين الأطفال الخمسة الذين أنجبت والدتها أكثر من أربع سنوات، كانت مارثا الوحيدة التي بقيت على قيد الحياة. وتبعها شقيقان أصغر، جورج جونيور وبيل. فقد والدها أعمال الغسيل في غريت شيكاغو فاير، لكنه بدأ من جديد بنجاح كبير، حيث منحت طفولة مريحة من الطبقة العليا تلقت تعليمها في كلية سانت ماري في إنديانا، وهي مدرسة تديرها «أخوات الصليب المقدس».
تزوجت مارثا ويل بوردي في عام 1887. قامت هي وزوجها معاً بتربية ولدين، وارين ودونالد. وضعت مارثا وويل خططًا للانضمام إلى كلوندايك جولد راش في عام 1899، ولكن سوف تراجعت، متجهة بدلاً من ذلك إلى هاواي. لم تنضم  مارثا إلى ويل في هاواي، واخترت السفر إلى كلوندايك مع أخيها في عام 1898.
في عام 1898 عبرت ممر تشيلكوت إلى كندا، متوجهاً إلى الذروة الذهبية في كلوندايك. سافرت مع حفلة مولها والدها بقيادة الكابتن إدوارد سبنسر. وصلت المجموعة، التي شملت شقيقها جورج جونيور وابن عمه هاري بيتي، إلى مدينة داوسون على متن قارب في 5 أغسطس. قاموا ببناء كابينة خشبية حيث أنجبتها وابن ويل الثالث، ليمان، في 31 يناير1899.
عادت مارثا إلى شيكاغو، وعادت مرة أخرى إلى كلوندايك في عام 1900. لقد كسبت رزقها من خلال مطالبات تعدين الذهب وتشغيل منشرة الأخشاب ومصنع تكسير خام الذهب. في عام 1904، تزوجت جورج بلاك، الذي أصبح فيما بعد مفوض يوكون من 1912-1916.
في الانتخابات الفيدرالية لعام 1935، تم انتخابها لركوب يوكون كمحافظ مستقل يحل محل زوجها المريض. كانت ثاني امرأة يتم انتخابها في مجلس العموم في كندا، حيث قامت على نشر سيرتها ال 70 عاما في عام 1938.
توفي بلاك في 31 أكتوبر 1957، في وايتهورس، عن عمر 91 عامًا تم دفنها في مقبرة بايونير بالمدينة.

## الجوائز
- في عام 1917، أصبحت زميلة في الجمعية الجغرافية الملكية بسبب سلسلة محاضراتها عن يوكون التي قدمتها في بريطانيا العظمى.
- في عام 1946، أصبحت ضابطًا في وسام الإمبراطورية البريطانية لمساهماتها الثقافية والاجتماعية في يوكون.
- في عام 1986، تم منح سفينة خفر سواحل متعددة المهام عالية القدرة تحمل اسم «مارثا إل بلاك» تكريما لها السفينة تبحر في منطقة كيبيك.